# Joachim Paul (Politiker, 1970)
Joachim Paul (* 10. Juli 1970 in Bendorf) ist ein deutscher Politiker (AfD). Er ist seit 2016 Mitglied des rheinland-pfälzischen Landtages und war von 2016 bis 2021 stellvertretender Vorsitzender der AfD-Fraktion im Landtag. Er ist zudem seit 2015 stellvertretender Vorsitzender der AfD-Fraktion im Stadtrat von Koblenz. Von 2019 bis 2022 war er Beisitzer im AfD-Bundesvorstand.

## Leben
Paul besuchte das Wilhelm-Remy-Gymnasium in Bendorf am Rhein und schloss dieses mit dem Abitur ab. Danach leistete er Wehrdienst im Feldjägerbataillon 740/251 in Mainz. Im Anschluss studierte Paul Germanistik, Geschichte, Politikwissenschaft und Soziologie an der Rheinischen Friedrich-Wilhelms-Universität Bonn, der University of Massachusetts Boston und der Johannes Gutenberg-Universität Mainz. Seit seinem Studium ist Paul Mitglied der Alten Breslauer Burschenschaft der Raczeks in Bonn. Nach seinem Studium war er als Lehrer am Albert-Schweitzer-Gymnasium in Kaiserslautern und danach an der Ludwig-Erhard-Schule (BBS) in Neuwied tätig.

## Partei
Paul ist erster stellvertretender Vorsitzender des AfD-Kreisverbands Koblenz. Auf Landesebene war er Koordinator des Landesfachausschusses 6 (Bildung und Kultur) und Landesschriftführer seiner Partei. Seit 2015 ist er stellvertretender Landesvorsitzender der AfD Rheinland-Pfalz. Er wurde mit 107 von 127 Stimmen gewählt. Im Jahr 2017 wurde er in diesem Amt bestätigt.
Beim AfD-Bundesparteitag 2019 verkündete Paul, er wolle Trägerinnen des Burkini „zurück nach Pakistan“ schicken. Die öffentlich-rechtlichen Sender bezeichnete er als „Staatsfunk“, den es abzuschaffen oder „deutlich zu reduzieren“ gelte.
Im Dezember 2023 sperrte die AfD Paul für alle Parteiämter, da dieser den als Erkennungszeichen Rechtsextremer geltenden „White-Power-Gruß“ gezeigt haben soll. Paul bestritt einen extremistischen Hintergrund seiner Geste. Er habe das „OK-Zeichen“ gezeigt. Nach Angaben seines Anwalts Christian Wirth wurde die Ämtersperre nach Anrufung des parteiinternen Schiedsgerichts in eine Abmahnung umgewandelt.

## Wahlen

### Kommunalpolitik

#### Stadtrat in Koblenz
Seit September 2015 ist Joachim Paul für die AfD Mitglied des Koblenzer Stadtrates. Dort wirkt er im Sozial-, Kultur- und Schulträgerausschuss mit. Bei den Kommunalwahlen in Rheinland-Pfalz 2014 erreichte die AfD 4,2 Prozent der Stimmen.

#### Kandidatur bei der Oberbürgermeisterwahl in Ludwigshafen am Rhein
Paul wurde von seiner Partei als Kandidat für die Wahl des Oberbürgermeisters von Ludwigshafen am Rhein am 21. September 2025 nominiert. Die amtierende Oberbürgermeisterin Jutta Steinruck (parteilos, zuvor SPD), die dem Wahlausschuss vorsteht, wandte sich daraufhin an das rheinland-pfälzische Innenministerium sowie die Aufsichts- und Dienstleistungsdirektion Trier und bat diese um eine Einschätzung der Verfassungstreue von Paul. Hintergrund ist, dass Bürgermeister anders als Abgeordnete Wahlbeamte und damit zu Verfassungstreue verpflichtet sind.
Die Abteilung Verfassungsschutz des Innenministeriums antwortete auf Steinrucks Eingabe mit einem Schreiben, das Erkenntnisse über Auftritte und Äußerungen Pauls mitteilte. Der Verfassungsschutz listete unter anderem mehrere Artikel auf, die Paul in dem als rechtsextrem geltenden österreichischen Freilich Magazin veröffentlichte. Erwähnt werden weiterhin eine von Paul organisierte „Messe des Vorfeldes“, zu der Mitglieder der Neuen Rechten eingeladen worden waren, eine parteiinterne Ämtersperre wegen einer mutmaßlich rechtsextremen Geste sowie diverse Äußerungen zur sogenannten „Remigration“. Eine explizite Bewertung der Verfassungstreue Pauls enthielt das Schreiben indes nicht.
Im Anschluss lehnte der Wahlausschuss in seiner Sitzung am 5. August 2025 die Kandidatur Pauls wegen Zweifeln an dessen Verfassungstreue ab. Bei der Abstimmung stimmten sechs Mitglieder gegen die Zulassung und ein Mitglied dafür. Gegen die Zulassung stimmten Oberbürgermeisterin Jutta Steinruck, die je zwei Vertreter von CDU und SPD sowie der Repräsentant der Freien Wähler. Für die Zulassung stimmte der Vertreter der FDP. Die AfD selbst konnte nicht abstimmen, da sie ihren Vertreter nicht rechtzeitig ernannt hatte.

##### Rechtsstreit vor dem Verwaltungsgericht
Paul reichte im Rahmen des vorläufigen Rechtsschutzes einen Antrag auf Erlass einer einstweiligen Anordnung beim Verwaltungsgericht Neustadt an der Weinstraße ein, um bei der Wahl doch noch antreten zu können. Das Verwaltungsgericht lehnte den Eilantrag als unzulässig ab. Zulässig sei ausschließlich das im Gesetz vorgesehene nachträgliche Wahlprüfungsverfahren. Etwas anderes gelte ausnahmsweise nur, wenn die Entscheidung des Wahlausschusses offenkundig willkürlich sei. Dies sei angesichts der durch den Wahlausschuss angeführten Gründe für die Zweifel an der Verfassungstreue hier jedoch nicht der Fall. Ob die angeführten Gründe letztlich ausreichend für den Ausschluss seien, müsse zum Schutz der Beständigkeit von Wahlen im Rahmen des nachträglichen Wahlprüfungsverfahren geklärt werden. Die Zeit vor der Wahl reiche für eine solche umfangreiche Prüfung nicht aus. Paul legte gegen den Beschluss Beschwerde vor dem Oberverwaltungsgericht Rheinland-Pfalz ein.

##### Reaktionen auf den Ausschluss
Der Ausschluss von der OB-Wahl Ludwigshafen hat eine Welle von Anfeindungen ausgelöst vor allem die amtierende Oberbürgermeisterin Jutta Steinruck wurde Ziel von verbalen Angriffen. Der rheinland-pfälzische Innenminister Michael Ebling (SPD) verurteilte die Anfeindungen, denen die Wahlleiterin und die Mitglieder des Wahlausschusses ausgesetzt gewesen seien. Der Beschluss des Verwaltungsgerichts schaffe Klarheit, Paul solle die gerichtliche Entscheidung akzeptieren.
Staatsrechtler Volker Boehme-Neßler hält den Ausschluss von Paul für politisch motiviert und verfassungswidrig: „Ein Bewerber für das Amt ist von der Wahl ausgeschlossen worden. Aus politischen Gründen. Diese Praxis kennt man nur aus autoritären Staaten. In Deutschland ist das verfassungswidrig.“ 
Staatsrechtler Christian Pestalozza (FU Berlin) argumentierte: „Jeder Fall ist für sich und nach seinen Besonderheiten zu würdigen, immer ist im Auge zu behalten, dass Parteinähe oder -mitgliedschaft allein nicht ausreichen, um die Verfassungstreue des Kandidaten infrage zu stellen oder zu verneinen.“ 
 
 Der frühere CDU-Bundestagsabgeordnete, Rechtsanwalt und Stadtrat Torbjörn Kartes sah keinen Handlungsspielraum: „Politisch wäre mir lieber, wir würden uns einer Auseinandersetzung mit der AfD stellen.“ Aber die Rechtslage sei klar: „Schon bei einem Zweifel daran, dass ein Bewerber treu zur freiheitlich-demokratischen Grundordnung steht, darf der Wahlausschuss ihn nicht zulassen.“
Reinhard Müller (F.A.Z) sieht einen Fehler im System: „Klar verfassungsfeindliches Gebaren des Kandidaten ist dafür nicht ins Feld geführt worden. Das Verwaltungsgericht lässt das gleichwohl gelten und verweist nun im Eilverfahren auf eine mögliche nachträgliche Wahlprüfung. Hätte das Bestand, läge ein Fehler im System vor. Gegen einen solch gravierenden Eingriff muss effektiver Rechtsschutz schon vor der Wahl möglich sein.“
Fatina Keilani, WELT-Redakteurin im Ressort Meinungsfreiheit, kritisierte das Vorgehen von Wahlausschuss und Gericht als unzureichend.

### Landtag Rheinland-Pfalz
Bei der Landtagswahl in Rheinland-Pfalz 2016 zog Paul auf Platz 2 der AfD-Landesliste in den Landtag Rheinland-Pfalz ein. Als Direktkandidat im Wahlkreis Koblenz (Wahlkreis 9) erreichte er hinter den Mitbewerbern von SPD, CDU und Grünen 8,5 Prozent der Erststimmen.
Im 17. Landtag war er Vorsitzender des Ausschusses für Medien, Digitale Infrastruktur und Netzpolitik und ordentliches Mitglied des Ausschusses für Bildung und des Zwischenausschusses sowie stellvertretendes Mitglied des Ausschusses für Wissenschaft, Weiterbildung und Kultur. Im November 2019 wurde er von den anderen Fraktionen als Ausschussvorsitzender abgewählt. Die anderen Fraktionen sahen bei ihm „Hinweise zu rechtsextremem Gedankengut“. Laut der taz habe Paul offenbar Jahre zuvor unter einem Pseudonym für das NPD-Organ Hier & Jetzt geschrieben. Unter anderem habe die vom Hier & Jetzt-Autor genutzte Mailadresse mit dem Empfänger von namentlich an Paul gerichteten E-Mails übereingestimmt, auch sein ehemaliger Doktorvater bekräftigte die Zuordnung. Die Mailadresse beinhaltete den Begriff „blackshirt“, der von den faschistischen Milizionären in Italien als Selbstbezeichnung genutzt wurde. Paul bestritt die Autorenschaft.
Bei der Landtagswahl in Rheinland-Pfalz 2021 zog er als Listenkandidat (Platz 3) erneut in den Landtag Rheinland-Pfalz ein.

### Kandidatur für den Bundestag
Bei der Bundestagswahl am 23. Februar 2025 trat Paul als Direktkandidat im Wahlkreis Koblenz an und erreichte mit 16,1 % den dritten Platz. Ebenso wie bei der am selben Tag stattfindenden Wahl des Landrats im Rhein-Pfalz-Kreis, wo er 19,5 % der Stimmen auf sich vereinen konnte. Er verfehlte damit den Einzug in die Stichwahl.

## Strafbefehl wegen Videoveröffentlichung
Am 21. März 2023 veröffentlichte Paul im sozialen Netzwerk X ein 59-sekündiges Video, das zeigt, wie eine 13-Jährige von anderen Jugendlichen zwischen 12 und 17 Jahren geschlagen und bespuckt wird. Das Video wurde kurze Zeit später durch X gesperrt. Die Aufnahmen waren am 21. Februar 2023 in der Nähe des Hauptbahnhofs der Stadt Heide in Schleswig-Holstein entstanden und hatten für bundesweite Aufmerksamkeit gesorgt.
Paul gab an, das Video veröffentlicht zu haben, um auf das aus seiner Sicht zunehmende Problem von Jugendgewalt aufmerksam zu machen. Nachdem der rheinland-pfälzische Landtag im Januar 2025 Pauls Immunität aufgehoben hatte, erließ das Amtsgericht Koblenz wegen Verletzung des höchstpersönlichen Lebensbereichs und von Persönlichkeitsrechten durch Bildaufnahmen nach § 201a StGB einen Strafbefehl in Höhe von 30 Tagessätzen gegen Paul. Nachdem Paul gegen den Strafbefehl zunächst Einspruch eingelegt hatte, nahm er dieses am 21. Mai 2025 zurück, so dass die Verurteilung rechtskräftig wurde.